# エスタディオ・ハリスコ
エスタディオ・ハリスコ（西: Estadio Jalisco）は、メキシコのハリスコ州グアダラハラにある球技場。1970 FIFAワールドカップ開催のために建設された。
メキシコ国内ではエスタディオ・アステカ、エスタディオ・オリンピコ・ウニベルシタリオに次ぎ3番目の規模を持つ。
CFアトラスとCDグアダラハラの共同本拠スタジアムである。